# 中蔵隆志
中蔵 隆志（なかくら たかし、1977年3月23日 - ）は、日本の男性元総合格闘家。大阪府大阪市出身。MMA&BJJ BLOWS 主宰。元修斗世界ライト級王者。

## 来歴
2001年9月24日、第8回全日本アマチュア修斗選手権大会に出場し、ウェルター級（-70kg）で3位となった。
2002年9月25日、プロ修斗デビュー。
2004年4月11日、修斗環太平洋ウェルター級トーナメント1回戦でタクミと対戦し、0-3の判定負けでプロ初敗戦を喫した。
2005年5月、レイ・クーパーにＴＫＯ勝ち。
2007年2月17日、修斗環太平洋ウェルター級王座決定戦で廣田瑞人と対戦し、3-0の判定勝ちを収め王座獲得に成功した。
2008年5月3日、修斗世界ウェルター級王座決定戦で天突頑丈と再戦し、打撃戦を制して3-0の判定勝ちを収め王座獲得に成功した。
2008年11月29日、修斗欧州ウェルター級王者のベンディ・カシミールと対戦し、1ラウンド終了間際にスリーパーホールドで一本勝ちを収めた。
2009年3月20日、修斗で5月10日の五味隆典戦が発表され、リング上で「お前のことはよく知らないけれど、俺が勝つ」と挑発し睨んできた五味を突き飛ばし、「あんた、今それ言える立場ちゃうやろ」と言い返した。ノンタイトル戦であるが、敗北したらタイトルを返上すると宣言した。
2009年5月10日、修斗で五味隆典と対戦し、パウンドでTKO負けを喫した。ノンタイトル戦であったが、試合直後にリング上でベルトをコミッションに差し出す「タイトル返上」と取れる行為を行うが、この返上はコミッションには認められなかった。
2009年9月22日、6月に発症した左目の網膜剥離により期限内に防衛戦を行えないため、修斗世界ウェルター級王座を返上した。
2010年1月12日、シューティングジム大阪から独立し、大阪市中央区日本橋に自らが代表を務める「MMA/修斗ジム BLOWS」をオープンさせた。
2011年4月29日、2年ぶりの復帰戦となった修斗伝承 2011で弘中邦佳と対戦し、0-2の判定負け。2連敗となり試合後に自身のブログで引退を表明した。

## 戦績

### プロ総合格闘技
| 総合格闘技 戦績 | 総合格闘技 戦績 | 総合格闘技 戦績 | 総合格闘技 戦績 | 総合格闘技 戦績 | 総合格闘技 戦績 | 総合格闘技 戦績 |
| --------------- | --------------- | --------------- | --------------- | --------------- | --------------- | --------------- |
| 16 試合         | (T)KO           | 一本            | 判定            | その他          | 引き分け        | 無効試合        |
| 11 勝           | 1               | 4               | 6               | 0               | 1               | 0               |
| 4 敗            | 2               | 0               | 2               | 0               | 1               | 0               |

| 勝敗 | 対戦相手             | 試合結果                   | 大会名                                                                            | 開催年月日     |
| ×    | 弘中邦佳             | 5分3R終了 判定0-2          | 修斗伝承 2011                                                                     | 2011年4月29日  |
| ×    | 五味隆典             | 2R 4:42 TKO（パウンド）    | "修斗伝承 ROAD TO 20th ANNIVERSARY FINAL"                                         | 2009年5月10日  |
| ○    | ベンディ・カシミール | 1R 4:58 スリーパーホールド | "修斗伝承 04" ROAD TO 20th ANNIVERSARY                                            | 2008年11月29日 |
| ○    | 天突頑丈             | 5分3R終了 判定3-0          | "修斗伝承 01" ROAD TO 20th ANNIVERSARY 【修斗世界ウェルター級王座決定戦】         | 2008年5月3日   |
| ○    | 遠藤雄介             | 5分3R終了 判定3-0          | 修斗 BACK TO OUR ROOTS 06 【修斗環太平洋ウェルター級チャンピオンシップ】          | 2007年11月8日  |
| ○    | ヤニ・ラックス       | 1R 2:54 アキレス腱固め     | 修斗 BACK TO OUR ROOTS 04                                                         | 2007年7月15日  |
| ○    | 廣田瑞人             | 5分3R終了 判定3-0          | 修斗 BACK TO OUR ROOTS 01 【修斗環太平洋ウェルター級王座決定戦】                  | 2007年2月17日  |
| △    | 天突頑丈             | 5分3R終了 判定0-1          | 修斗                                                                              | 2006年10月14日 |
| ×    | 石田光洋             | 3R 1:31 TKO（右瞼カット）  | 修斗 ALIVE ROAD                                                                   | 2005年8月20日  |
| ○    | レイ・クーパー       | 2R 1:14 TKO（右瞼カット）  | 修斗                                                                              | 2005年5月4日   |
| ○    | 冨樫健一郎           | 5分3R終了 判定3-0          | 修斗 & KAKUMEI KICKBOXING                                                         | 2004年10月17日 |
| ×    | タクミ               | 5分3R終了 判定0-3          | 修斗 & KAKUMEI SHOWDOWN BATTLE 【環太平洋ウェルター級王座決定トーナメント 1回戦】 | 2004年4月11日  |
| ○    | 川勝将軍             | 5分2R終了 判定3-0          | 修斗 SHOOTO GIG WEST IV                                                           | 2003年10月12日 |
| ○    | 藤原正人             | 1R 3:48 三角絞め           | 修斗                                                                              | 2003年6月27日  |
| ○    | 滝田J太郎            | 5分2R終了 判定3-0          | 修斗                                                                              | 2002年10月27日 |
| ○    | 橋本平馬             | 2R 3:17 スリーパーホールド | 修斗 SHOOTO GIG EAST 11                                                           | 2002年9月25日  |

### アマチュア総合格闘技
| 勝敗 | 対戦相手   | 試合結果                        | 大会名                                             | 開催年月日    |
| ×    | 内村世己   | 4分1R終了 判定20-22             | 全日本アマチュア修斗選手権 【ウェルター級 準決勝】 | 2001年9月24日 |
| ○    | 伊勢野寿一 | 3:10 チキンウィングアームロック | 全日本アマチュア修斗選手権 【ウェルター級 2回戦】  | 2001年9月24日 |
| ○    | 立山智紀   | 4分1R終了 判定24-19             | 全日本アマチュア修斗選手権 【ウェルター級 1回戦】  | 2001年9月24日 |

## 獲得タイトル
- 第3代修斗環太平洋ウェルター級王座（2007年）
- 第9代修斗世界ウェルター級王座（2008年）